# Gonomyia perpicta
Gonomyia perpicta är en tvåvingeart som beskrevs av Alexander 1948. Gonomyia perpicta ingår i släktet Gonomyia och familjen småharkrankar. Inga underarter finns listade i Catalogue of Life.